# Подорки

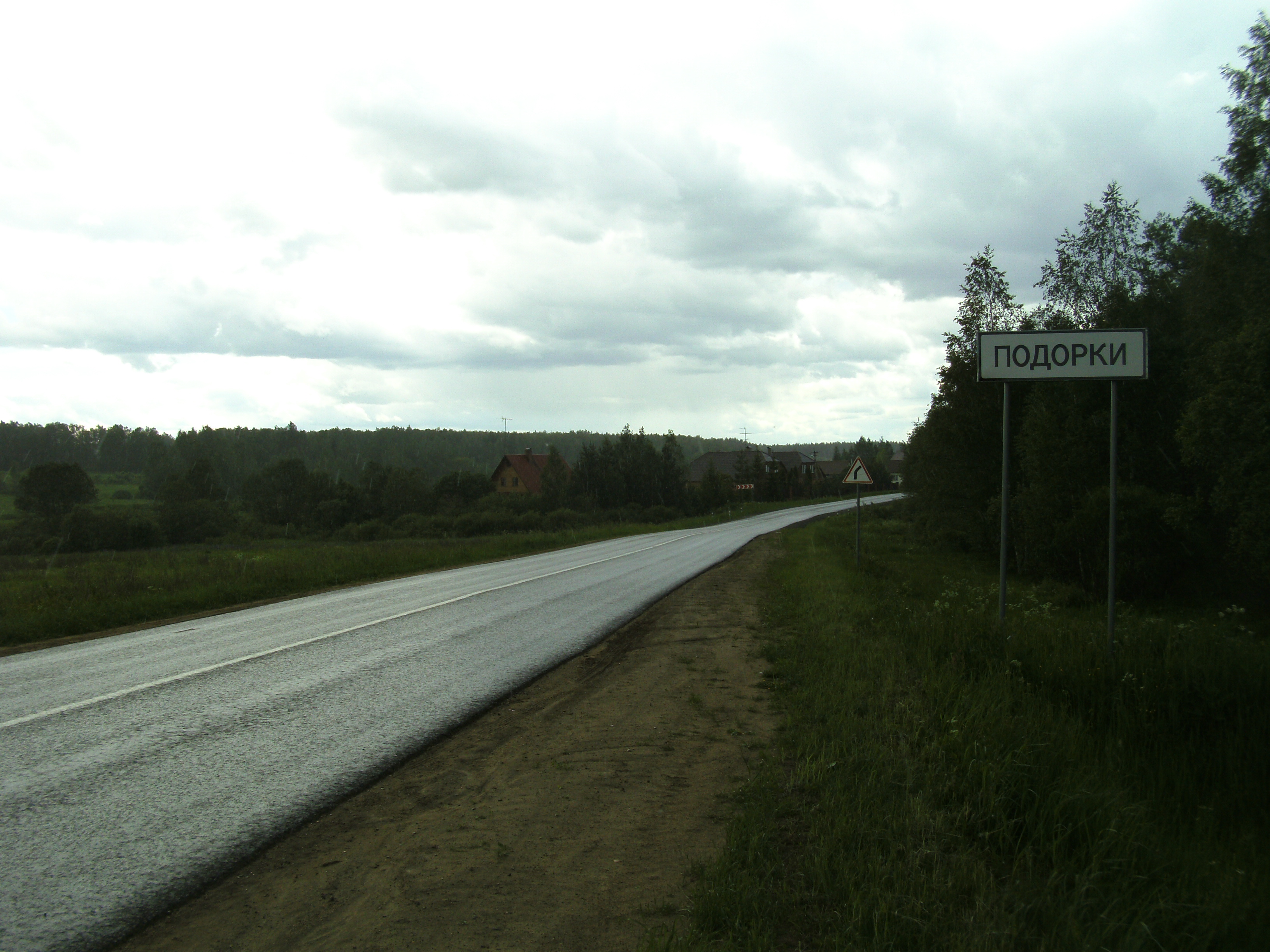
Въёзд в деревню со стороны Клина

Подорки — деревня в Клинском районе Московской области, в составе Воздвиженского сельского поселению. Население — 39 чел. (2010). До 2006 года Подорки входили в состав Воздвиженского сельского округа.
Деревня расположена в северо-западной части района, примерно в 20 км к западу от райцентра Клин, на правом берегу реки Раменки (левый приток Яузы), высота центра над уровнем моря — 149 м. Ближайшие населённые пункты — Крутцы на северо-западе и Васильково на северо-востоке. Через деревню проходит региональная автодорога 46К-0280 (автотрасса М10 «Россия» — Высоковск).

## Население
| 2002 | 2006 | 2010 |
| ---- | ---- | ---- |
| 18   | ↘13  | ↗39  |